# 2011 au Cameroun
Cet article présente les faits marquants de l'année 2011 au Cameroun.

## Chronologie

### Février 2011
- Jeudi 10 février 2011 : selon la Commission nationale anticorruption, environ 2,8 milliards d'euros de recettes publiques ont été détournées entre 1998 et 2004 au Cameroun. Le Cameroun est perçu comme un des pays les plus corrompus au monde, selon l'ONG Transparency international.La Stratégie nationale de lutte contre la corruption  a ciblé 10 secteurs où des actions de lutte contre de la corruption doivent être menées prioritairement, notamment le budget d'investissement public, les marchés publics, les finances et les forêts. Une première opération « Épervier » a déjà abouti à la condamnation à de lourdes peines de prison de plusieurs personnalités, dont des ex-ministres et anciens dirigeants d'entreprises publiques, cependant « les reformes institutionnelles ainsi que les sanctions prises par le gouvernement pour réprimer les actes de corruption ne se traduisent pas par un recul significatif de ce phénomène ». Officiellement, le gouvernement espère que le Cameroun sera à l'horizon 2015 « un pays où l'intégrité constitue une valeur capitale pour tout citoyen, avec une croissance économique fondée sur le travail bien fait, distribuée de manière équitable ». Il est demandé au président Paul Biya de signer le décret d'application de l'article 66 de la Constitution sur la déclaration des biens et avoirs des commis de l'État et hautes personnalités de la République[1].

- Samedi 19 février 2011, le Cameroun est éliminé par l'Angola en quart de finale de la CAN, aux tirs au but.

- Mercredi 23 février 2011, Louis-Tobie Mbida se fait séquestrer alors qu'il tente d'organiser une réunion politique.

### Mars 2011
- Jeudi 10 mars 2011 : le gouvernement ordonne la suspension du service de micro-messages Twitter sur l'opérateur MTN Cameroun qui permet, depuis la fin novembre 2010, de recevoir gratuitement des « tweets » sur un téléphone portable, et d'en envoyer au prix d'un SMS. Les autorités estiment que « cette technologie permet à un grand nombre d'abonnés d'avoir rapidement accès à des informations susceptibles de conduire la population à troubler l'ordre public »[2].

- Samedi 19 mars 2011 : dix personnes dont neuf pirates et un soldat des BIR ont été tuées lors d'un accrochage entre pirates et soldats à Bakassi après un braquage d'une agence de la banque panafricaine Ecobank à Douala lors duquel cinq personnes ont été tuées. Six autres personnes ont été blessées lors de l'accrochage[3].

- Lundi 28 mars 2011 : vol inaugural de la compagnie aérienne Camair-Co.

### Mai 2011
- Le 2 mai 2011, le Cameroun s'incline 3-2 face au Nigeria en finale de la Coupe d'Afrique des nations junior.

### Juin 2011
- Le 3 juin 2011, ouverture du championnat d'Afrique de boxe amateur qui se déroule à Yaoundé jusqu'au 10 juin. Le Cameroun remportera 7 médailles dont 3 en or.

### Juillet 2011
- Le 10 juillet 2011, fin du championnat du Cameroun de football, le Coton Sport Garoua remporte son 11e titre.

### Août 2011
- Le 9 août 2011, le Cameroun est éliminé par le Mexique aux tirs au but, en huitième de finale de la coupe du monde de football des moins de 20 ans.

- Le 19 août 2011, Samuel Eto'o est transféré de l'Inter Milan vers le FK Anji Makhatchkala et devient le footballeur le mieux payé de la planète, avec un salaire net, hors primes, de 20,5 millions d'euros par an.

### Octobre 2011
- Le 9 octobre 2011, Paul Biya est réélu président avec près de 78 % des voix.